# Pavetta uniflora
Pavetta uniflora är en måreväxtart som beskrevs av Cornelis Eliza Bertus Bremekamp. Pavetta uniflora ingår i släktet Pavetta och familjen måreväxter. Inga underarter finns listade i Catalogue of Life.